# (149) Medusa
(149) Medusa és l'asteroide número 149 de la sèrie, descobert el 21 de setembre de 1875 des de Tolosa per Henri Joseph Perrotin (1845-1904). Quan va ser descobert era el més petit dels asteroides coneguts; actualment se'n coneixen d'altres de mida menor. Té un període de rotació de 26 hores.
Anomenat així en nom de Medusa, una de les tres Gorgònies, l'única que era mortal i visible als homes. Posidó es va transformar en ocell per posseir-la, i va profanar el temple d'Atenea, que, irritada, va transformar els cabells de Medusa en serps. De la unió de Posidó i Medusa van néixer Crisàor i el cavall Pegàs.